# Casca (dolç)
La casca és un dolç típic de la cuina valenciana i mallorquina, realitzat amb ametlla molta, sucre i ous, que es pot farcir de rovell confitat, moniato o carabassa. També pot anar acompanyat de canyella, raspadura de taronja o de llimona, o merenga. La casca es consumeix típicament el Dia de Reis, però també en altres celebracions familiars. La forma pot variar d'una població a altra, però en general sol tenir la forma d'anella o de serp.

## Diferències amb altres dolços
Sovint es confon amb el tortell de reis, però es diferencien perquè la massa de la casca s'assembla més a la del massapà però amb menys sucre, mentre que el tortell normalment es fa amb brioix o pasta fullada. Una altra diferència és que la casca no té figuretes dins, encara que sovint es decoren amb xocolatines i llepolies al voltant.
Igualment, es pot confondre amb el massapà, puix que els ingredients principals també en són l'ametlla molta i el sucre. Però les proporcions són diferents: al massapà es barregen a parts iguals, mentre que en la casca la quantitat de sucre utilitzada és la meitat que la d'ametlla. A més, la massa de la casca es barreja amb ous, mentre que la massa del massapà normalment no en conté.
Un dolç molt semblant a la casca és el pastisset de moniato o casqueta, que també pot fer-se amb la mateixa massa d'ametlla i sucre, o bé amb una pasta de cacaua i sucre. La principal diferència es trobaria en la mida, atès que els pastissets són semicercles petits.

## Història
L'origen de la casca sembla d'arrel morisca, tal com fan pensar els ingredients principals que la constituïxen, especialment les ametlles i les batates. Al Marroc existeix un dolç anomenat imencha, de fabricació similar.
Jaume Roig a l'Spill fa referència a les bunyoleres i casqueteres, i al Llibre del Coch, també es referencia a la casca.
En l'actualitat, en molts casos ha estat substituïda pel tortell, un dolç d'origen occità que va entrar a terres valencianes després de la batalla d'Almansa. No obstant això, el tortell no va començar a desplaçar la casca fins als anys 1960.
Sempre ha estat una tradició regalar la casca als xiquets, sobretot els padrins als fillols i les filloles. La tradició diu que els Reis d'Orient portaven les casques per als xiquets, tal com mostra una cançó popular que s'ha mantingut amb certes variacions al llarg dels anys.
Versió general:
| « | Senyor Rei, jo/ja estic ací, porte'm casques per a mi, Les garrofes i la palla, per al seu (senyor) rossí... | » |

Versió de la Safor:
| « | Senyor Rei, ja/jo estic ací, la palla i les garrofes, p'al rossí (cavall) i la casca, per a mi. | » |

Al voltant de la fi de la dècada del 2000, i al principi de la dècada següent, els forners intentaren reviure la tradició al País Valencià. Així, el 2017, l'ajuntament de Gandia va fer una campanya per a reviscolar el costum d'elaborar la casca.